# Derwentside
Derwentside era un distretto locale della contea di Durham, Inghilterra, Regno Unito, con sede a Consett.
Il distretto fu creato con il Local Government Act 1972, il 1º aprile, 1974 dalla fusione dei distretti urbani di Consett e Stanley con il Distretto rurale di Lanchester.

## Parrocchie civili
Le parrocchie, che non comprendono l'area del capoluogo e Stanley, erano:
- Burnhope
- Cornsay
- Esh
- Greencroft
- Healeyfield
- Hedleyhope
- Lanchester
- Muggleswick
- Satley